# 大白川駅
大白川駅（おおしらかわえき）は、新潟県魚沼市大白川にある、東日本旅客鉄道（JR東日本）只見線の駅である。
新潟・福島県境の六十里越を控えた只見線・新潟県側の拠点駅で、県内の区間で唯一列車交換が可能となっている。また、当駅から小出駅方面は新潟支社の管轄となる。

## 歴史
1942年（昭和17年）11月1日に鉄道省只見線が小出駅から当駅まで開通したのに伴い開業した。開業当初は只見線の終着駅であったが、その状態は1971年（昭和46年）の当駅 - 只見駅間の開通（只見線全通）まで続いた。

### 年表
- 1942年（昭和17年）11月1日：只見線が小出駅から当駅まで開通するのに伴い開業[1]。
- 1971年（昭和46年）8月29日：只見駅から当駅までが開通し、只見線が全通する[2]。それに伴い、当駅も列車交換設備を増設し、今のホームの使用を開始する。
- 1980年（昭和55年）10月1日：貨物の取り扱いを廃止[3]。
- 1984年（昭和59年）2月1日：荷物の扱いを廃止[3]。
- 1987年（昭和62年）4月1日：日本国有鉄道の分割民営化により、JR東日本の駅となる[2]。
- 1988年（昭和63年）
  - 7月20日：駅舎改築工事に着手[4]。
  - 12月6日：入広瀬村自然活用センターと合築した現駅舎が竣工する[5]。
- 2007年（平成19年）12月11日：小出方が特殊自動閉塞化される。
- 2008年（平成20年）9月26日：只見方が特殊自動閉塞化される。
- 2009年（平成21年）
  - 3月14日：只見線小出 - 只見間のCTC化により、運転取り扱い業務を廃止。
  - 4月1日：無人化。

1984年2月1日国鉄ダイヤ改正前までは付近の製材工場への専用線があり、貨物を取り扱っていた。

## 駅構造
島式ホーム1面2線を有する地上駅である。越後湯沢駅管理の無人駅である。線路はほぼ東西に走り、駅舎は北側にある。側線を数本有しており、当駅は只見線の除雪作業の拠点駅ともなっている。
開業当初は単式ホーム1面1線のみであったが、1971年（昭和46年）に当駅から只見駅までが開通すると列車の行き違いを可能とするため、島式ホーム1面2線を有する構造となった。
1988年（昭和63年）築の駅舎は魚沼市入広瀬自然活用センターとの合築で、鉄筋コンクリート造2階建てである。延床面積は309.44平方メートルで駅舎の1階部分には駅事務室と待合所があり、待合所から伸びる階段で2階にいくと地元で取れた山菜や手打ちのそばによる料理などを出す食堂「平石亭」がある。待合所には大白川の紹介を行うパネルも置かれている。
なお、当駅折り返しの列車が一本設定されているが、乗務員の宿泊施設がないため到着後は回送列車で小出に戻る。翌朝再度回送されて、6時台の当駅始発小出行きの上り列車となる。

### のりば
| 番線 | 路線    | 方向 | 行先     |
| ---- | ------- | ---- | -------- |
| 1・2 | ■只見線 | 上り | 只見方面 |
| 1・2 | ■只見線 | 下り | 小出方面 |

- 番線番号は駅舎内の案内掲示でのみ記載されており、駅舎から遠い方のホームが1番線とされている。その1番線を主本線とした一線スルーとなっているため、行き違いがない限りは両方向とも1番線に発着する。

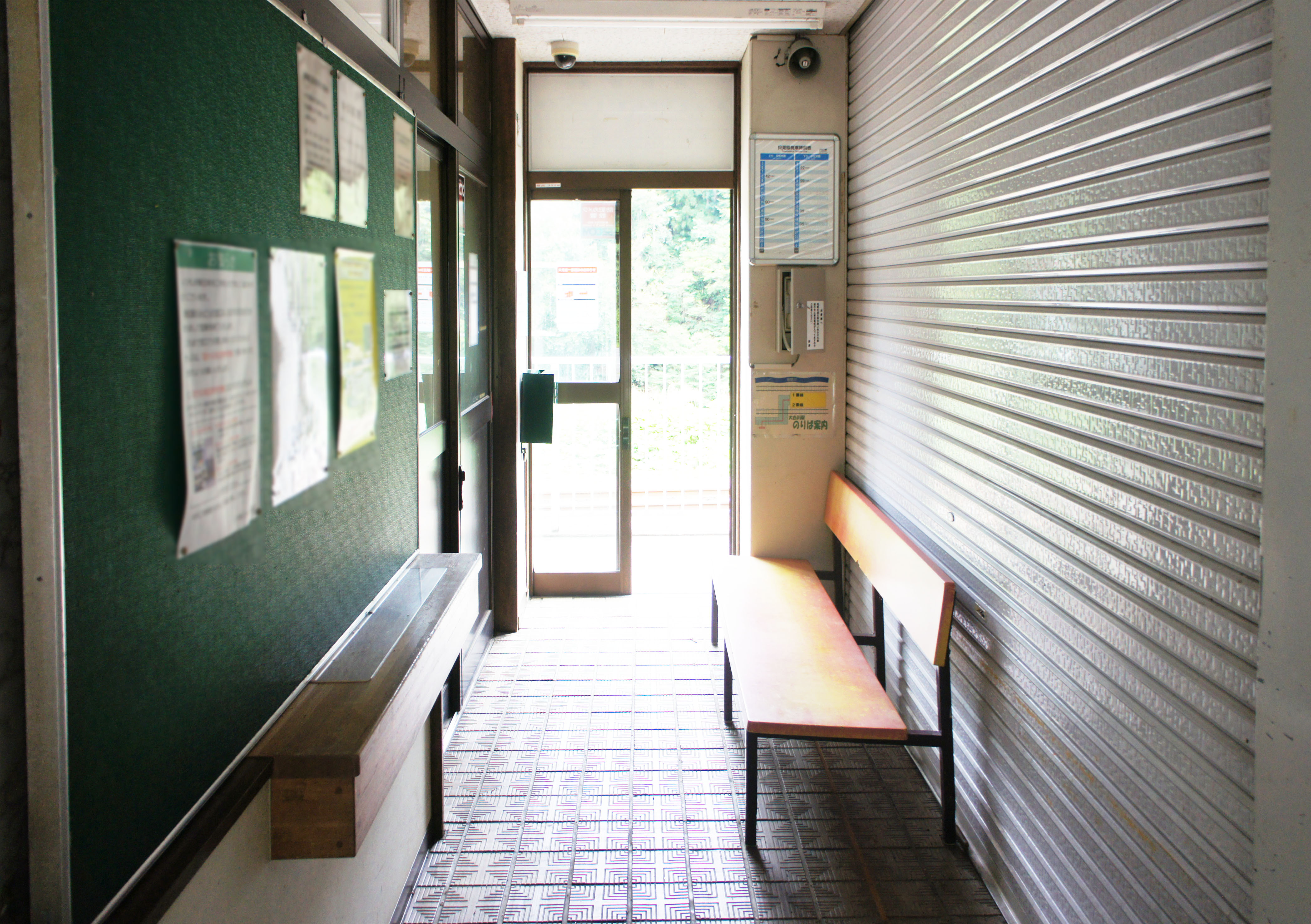
待合室（2021年9月）
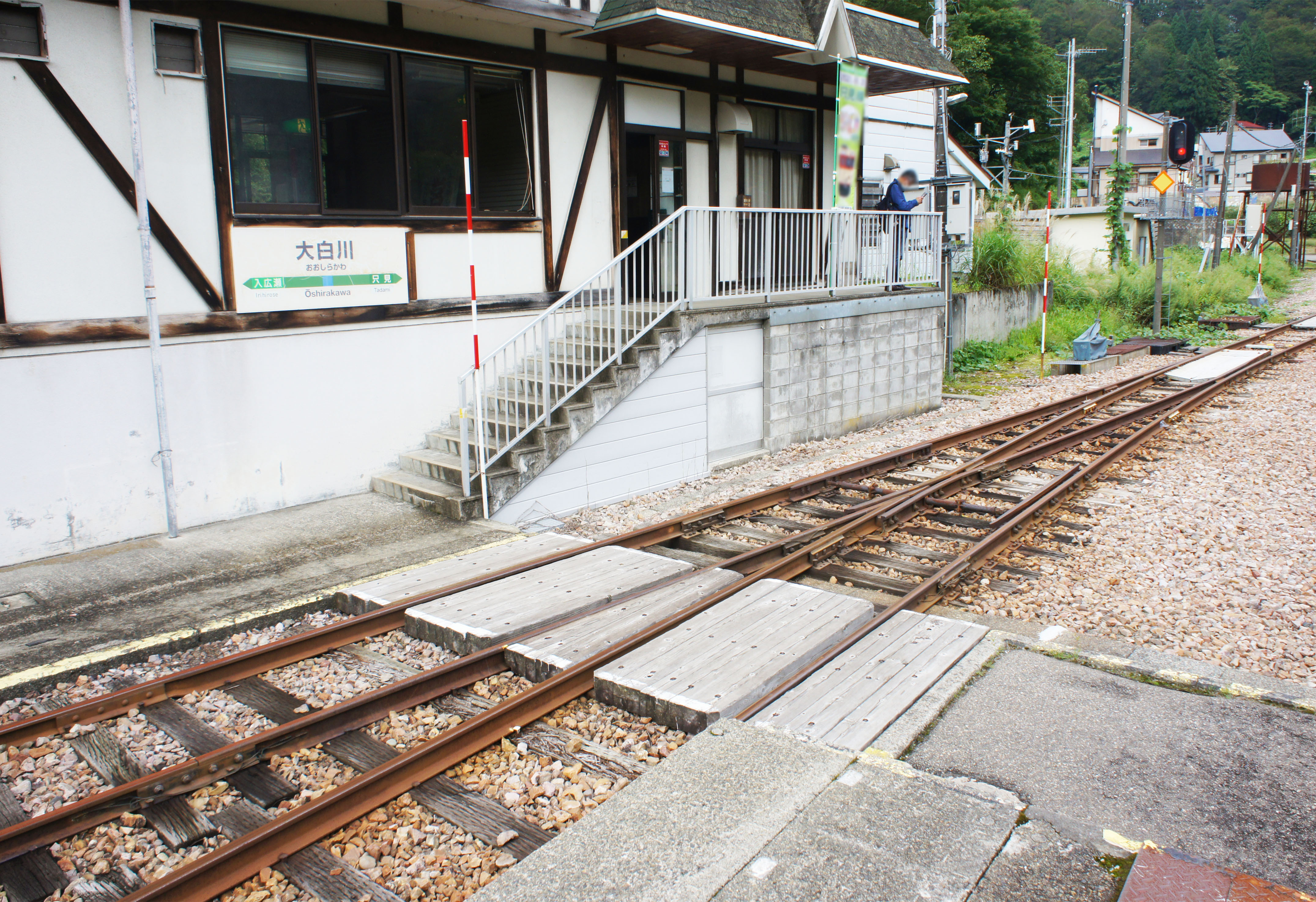
構内踏切（2021年9月）
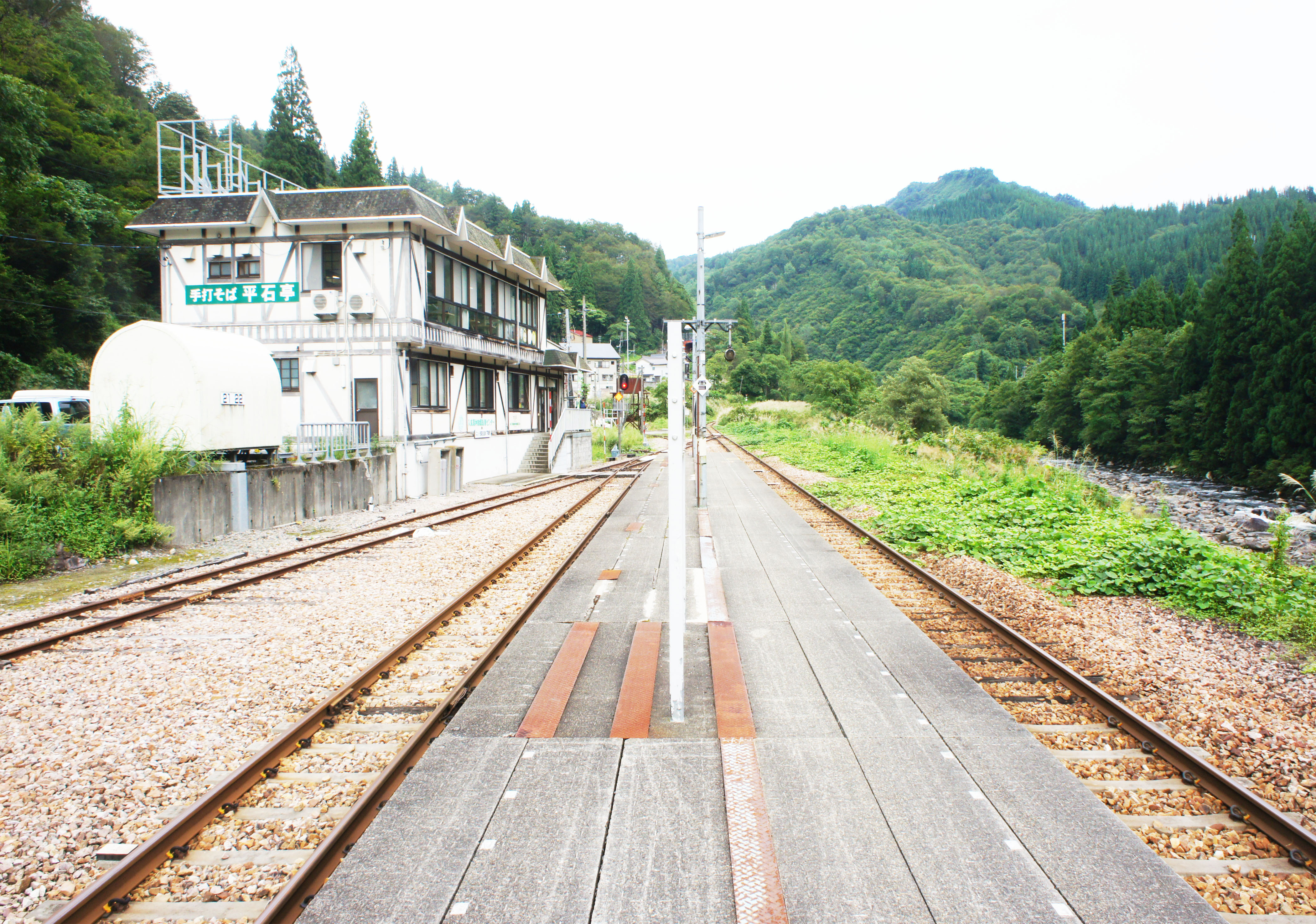
ホーム（2021年9月）
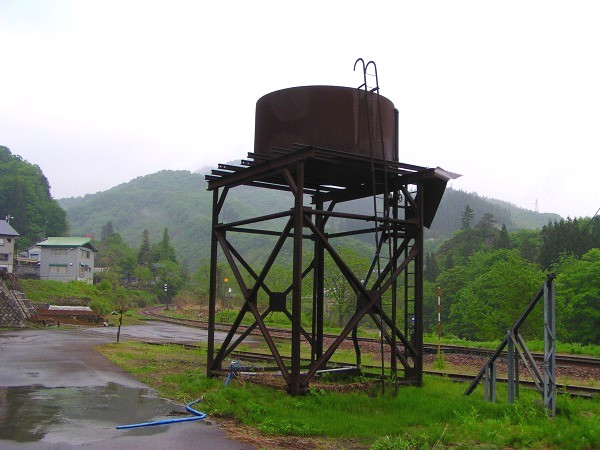
構内に残る給水塔（2006年5月）
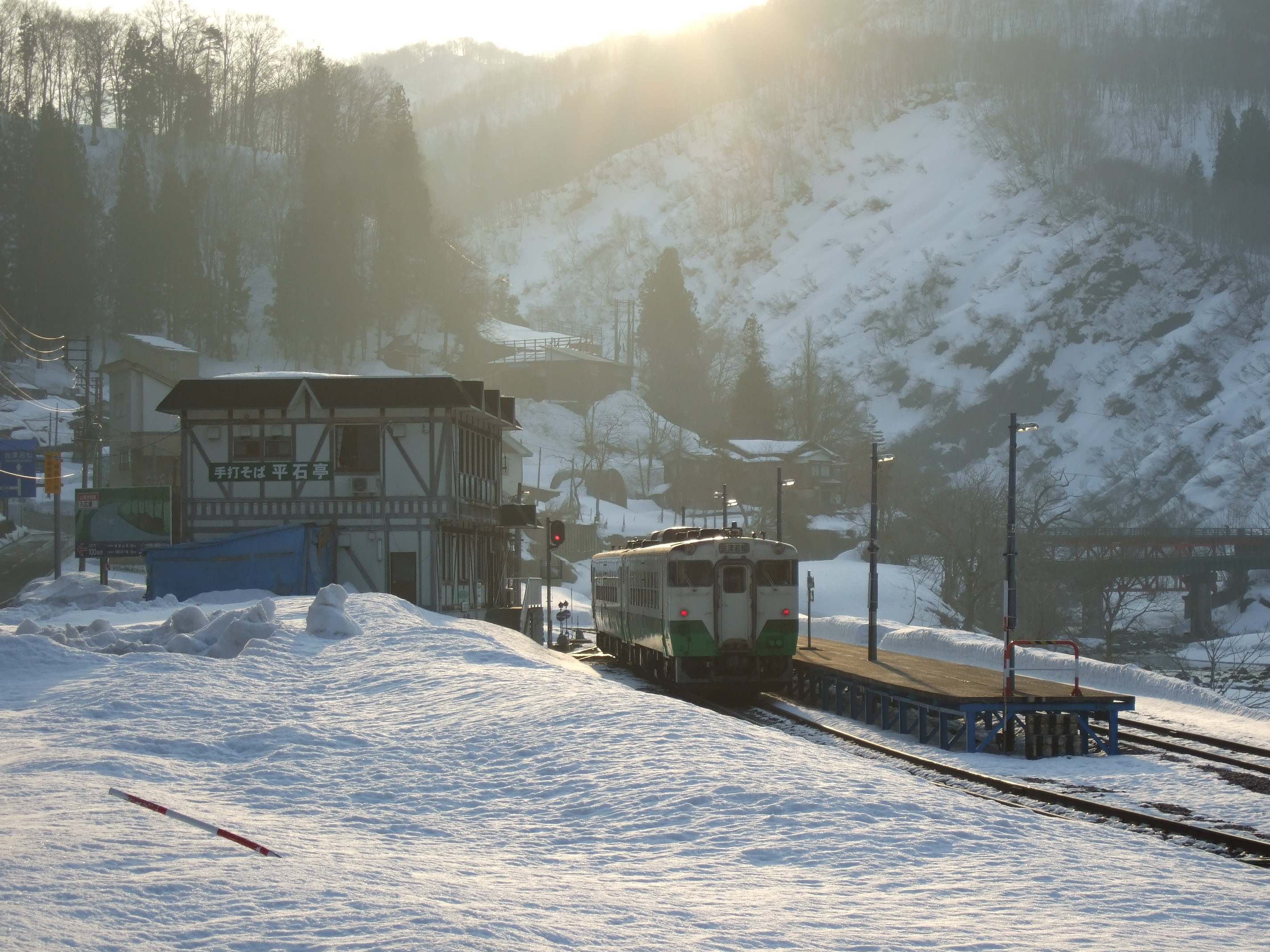
全景（2007年3月）

## 利用状況
JR東日本によると、2000年度（平成12年度）- 2007年度（平成19年度）の1日平均乗車人員の推移は以下のとおりであった。
| 乗車人員推移       | 乗車人員推移     | 乗車人員推移   |
| 年度               | 1日平均 乗車人員 | 出典           |
| ------------------ | ---------------- | -------------- |
| 2000年（平成12年） | 9                | [ 利用客数 1 ] |
| 2001年（平成13年） | 9                | [ 利用客数 2 ] |
| 2002年（平成14年） | 12               | [ 利用客数 3 ] |
| 2003年（平成15年） | 11               | [ 利用客数 4 ] |
| 2004年（平成16年） | 9                | [ 利用客数 5 ] |
| 2005年（平成17年） | 10               | [ 利用客数 6 ] |
| 2006年（平成18年） | 11               | [ 利用客数 7 ] |
| 2007年（平成19年） | 9                | [ 利用客数 8 ] |

上の数字はいずれも新潟支社管内の有人駅では最少だった。
ほとんどが小出方面への通学利用だが、県境地域在住者の越境特例により、少ないながら只見への通学利用がある。

## 駅周辺
ニュー浅草岳温泉や大原スキー場など入広瀬村時代に観光開発が盛んに進められたエリアの最寄駅のひとつである。簡易郵便局や宿泊施設、観光施設がある大白川の集落からは2 km弱離れており、徒歩で北東方向に20分ほどかかる。
駅のすぐ近くにはわずか十数戸ほどの小さな末沢集落があり、ホームから線路をはさんで破間川が流れている。
只見方面の列車は破間川支流の末沢川に沿って進み、当駅と次の只見駅との間で新潟と福島の県境を越える。
- 大白川簡易郵便局
- 市営大原（旧関越国際大原）スキー場
- 破間川ダム、国民宿舎 浅草山荘
- 浅草山麓エコミュージアム
- ニュー浅草岳温泉
- 大白川木工センター
- 山菜会館
- 大白川体育館
- 国道252号
  - 六十里越区間は冬期閉鎖されるため、この期間中は只見線が新潟・福島両県を行き来する唯一の交通手段となる（ただし、除雪が追いつかないほどの大雪に見舞われた時は只見線も一部区間・一部列車が運休となる場合あり）。
- 新潟県道346号親柄大白川停車場線
- 新潟県道385号浅草山大白川停車場線

このほか、かつては洞窟風呂が目玉のホテル大自然館やサイクリングターミナル「サングリーンパーク」などもあったが、2000年代以降に廃止された。また、かつては南越後観光バスの路線バスもあったが、2018年（平成30年）9月ごろに廃止された。

## 隣の駅
東日本旅客鉄道（JR東日本）
■只見線
只見駅 - *（臨）田子倉駅 - 大白川駅 - *（臨）柿ノ木駅 - 入広瀬駅
* 打消線は廃駅

### 記事本文
1. 1 2  歴史でめぐる鉄道全路線 国鉄・JR 6号、22頁
2. 1 2  歴史でめぐる鉄道全路線 国鉄・JR 6号、23頁
3. 1 2  石野哲（編）『停車場変遷大事典 国鉄・JR編 Ⅱ』（初版）JTB、1998年10月1日、522頁。ISBN 978-4-533-02980-6。
4. ↑  「20日から改築着工」『交通新聞』交通新聞社、1988年7月13日、1面。
5. 1 2 3  「駅舎改築しゅん工 JR只見線 大白川と入広瀬駅」『交通新聞』交通新聞社、1988年12月13日、1面。
6. 1 2  “JR東日本：駅構内図・バリアフリー情報（大白川駅）”.   東日本旅客鉄道. 2025年5月9日閲覧。
7. ↑  “魚沼市有温泉等施設再編計画”.   魚沼市 (2014年3月). 2021年3月27日閲覧。
8. ↑  小出＝上条＝貫木・穴沢＝大白川 線 - 南越後観光バス - ウェイバックマシン（2018年11月12日アーカイブ分）

### 利用状況
1. ↑  “各駅の乗車人員（2000年度）”.   東日本旅客鉄道. 2019年3月8日閲覧。
2. ↑  “各駅の乗車人員（2001年度）”.   東日本旅客鉄道. 2019年3月8日閲覧。
3. ↑  “各駅の乗車人員（2002年度）”.   東日本旅客鉄道. 2019年3月8日閲覧。
4. ↑  “各駅の乗車人員（2003年度）”.   東日本旅客鉄道. 2019年3月8日閲覧。
5. ↑  “各駅の乗車人員（2004年度）”.   東日本旅客鉄道. 2019年3月8日閲覧。
6. ↑  “各駅の乗車人員（2005年度）”.   東日本旅客鉄道. 2019年3月8日閲覧。
7. ↑  “各駅の乗車人員（2006年度）”.   東日本旅客鉄道. 2019年3月8日閲覧。
8. ↑  “各駅の乗車人員（2007年度）”.   東日本旅客鉄道. 2019年3月8日閲覧。